# Ann E. Ewing
Pour les articles homonymes, voir Ewing.
Ann Elizabeth Ewing, née le 11 mars 1921 à East Grand Rapids et morte le 24 juillet 2010 à Washington, est une journaliste scientifique américaine. Elle est surtout connue pour être l’autrice d’un article dans lequel figure la plus ancienne occurrence connue de l’anglais black hole (« trou noir ») pour désigner l’objet astrophysique.

## Biographie
Ann Elizabeth Ewing naît le 11 mars 1921 à East Grand Rapids, dans le Michigan. Elle est l’aînée des quatre enfants de Burke McKendree Ewing Sr. (1894-1974) et de son épouse Marjorie Elizabeth Kelley (1897-1964). Les trois autres enfants du couple sont Nancy Ann Hank (1922-1987), Burke McKendree Jr. et Wallace Kelley. 
En 1941, elle est diplômée en physique et en chimie au Ripon College à Ripon, dans le Wisconsin. Elle étudie à l’université de Chicago.
En décembre 1942, pendant la Seconde Guerre mondiale, elle s’engage dans la réserve de la Marine. Elle est stationnée en Floride. Elle atteint le grade de lieutenant. Elle sert outre-mer comme journaliste de la Marine jusqu’en 1946.
Après la guerre, elle s’en retourne à Chicago et y reprend ses études universitaires. Elle travaille dans un laboratoire d’une grande compagnie du secteur du caoutchouc. Elle obtient une licence de pilote et pilote de petits avions comme passe-temps.
En 1963, elle couvre les 130es Rencontres de l’American Association for the Advancement of Science (AAAS) qui se tiennent à Cleveland. Son compte rendu paraît le 18 janvier 1964 de The Science News Letter, sous le titre « ‶Black Holes″ in Space » (« Des “trous noirs” dans l'espace »). Il s’agit de la plus ancienne occurrence connue de l’anglais black hole (« trou noir ») pour désigner l’objet astrophysique,,,.
Elle est membre du Women's National Press Club pour lequel elle contribue à deux livres de cuisines. En 1972, elle est une des premières femmes journalistes admises au National Press Club.
Après avoir quitté le Science Service, elle rejoint l’International Medical News Group (IMNG). Elle prend sa retraite le 11 mars 1986.
Elle milite dans des groupes de défense des droits civiques et des anciens combattants.

### Vie privée
Le 27 novembre 1958, Ann Elizabeth Ewing épouse le journaliste Justin Gerald McCarthy, éditeur du Mine Workers Journal. Ils divorcent en novembre 1961.

### Décès
Ann Elizabeth Ewing meurt le 24 juillet 2010, à Washington d’une pneumonie.

### Publications
- [Ewing 1964] (en) Ann Ewing, « Black holes in space », The Science News Letter, vol. 85, no 3,‎ 18 janv. 1964, p. 39 (DOI 10.2307/3947428, JSTOR 3947428, Bibcode 1964SciNL..85...39E, lire en ligne).

#### Notices nécrologiques
- [Brown 2010] (en) Emma Brown (The Washington Post), « Ann E. Ewing, journalist first reported black holes », The Boston Globe,‎ 3 août 2010, Orbituaries (lire en ligne).
- (en) « Ann E. Ewing », Ripon Magazine,‎ automne 2010, Orbituaries, p. 38, col. 1, s.v.Ann E. Ewing (lire en ligne).
- [EFJ 2010] (en) « Ann Elizabeth Ewing (March 11, 1921 – July 24, 2010) », Ewing Family Journal, vol. 16, nos 3-4,‎ août – nov. 2010, Deaths, p. 27-28 (lire en ligne).

#### Notices biographiques et généralogiques
- [EFJ 2013] (en) « Descendancy chart », Ewing Family Journal, vol. 19, no 3,‎ août 2013, p. 18-21 (ISSN 1948-1187, lire en ligne).
- [Ewing 1995] (en) Nancy Hanks Ewing, James Ewing, pioneer [« James Ewing, pionnier »], t. III, Newman, B. E. Powell, 1995, 1re éd., 1 vol., in-6o (OCLC 866396423), chap. 18 (« lire en ligne »), no 18-9-2-1-1 (« Ann Elizabeth Ewing »).

#### Autres
- [Trimble 2014] (en) Virginia Trimble, « The quest for collapsed/frozen stars in single-line spectroscopic binary systems », Proceedings of the International Astronomical Union, vol. 308,‎ juin 2014, p. 38-45 (DOI 10.1017/S1743921316009601, Bibcode 2016IAUS..308...38T, résumé, lire en ligne).
- [Herdeiro et Lemos 2018] (en) Carlos A. R. Herdeiro et José P. S. Lemos, « The black hole fifty years after : genesis of the name » [« Le trou noir cinquante ans après : genèse du nom »], arXiv,‎ 15 nov. 2018, p. 17 p. (Bibcode 2018arXiv181106587H, lire en ligne).
- [Blundell 2015] Katherine M. Blundell, Black holes : a very short introduction [« Trous noirs : une très brève introduction »], Oxford, OUP, coll. « VSI » (no 453), 10 déc. 2015, 1re éd., 1 vol., XIX-100, ill., 18 cm (ISBN 978-0-19-960266-7, EAN 9780199602667, OCLC 946982796, BNF 44514104, DOI 10.1093/actrade/9780199602667.001.0001, SUDOC 19271466X, présentation en ligne, lire en ligne), chap. 1er (« What is a black hole ? ») [« Qu’est-ce qu’un trou noir ? »], p. 1-14.
- [Seargent 2014] (en) David A. J. Seargent, Weird universe : exploring the most bizarre ideas in cosmology [« Univers étrange : explorer les idées les plus bizarres de la cosmologie »], Cham, Heidelberg, New York, Dordrecht et Londres, Springer, coll. « Astronomers’ universe », 10 oct. 2014, 1re éd., 1 vol., XV-272, ill., 15,5 × 23,5 cm (ISBN 978-3-319-10737-0, EAN 9783319107370, OCLC 904797025, DOI 10.1007/978-3-319-10738-7, SUDOC 18428015X, présentation en ligne, lire en ligne), 2de part. (« Space, time, relativity... and other things ») [« Espace, temps, relativité... et autres choses »], chap. 2 (« Einstein’s universe ») [« Univers d’Einstein »].
- [Sparrow 2018] Giles Sparrow (trad. de l’angl. par Jacques Paul), 50 clés pour comprendre l’univers [« 50 ideas you really need to know astronomy »], Malakoff, Dunod, coll. « 50 clés pour comprendre », 14 fév. 2018, 1re éd., 1 vol., 207, ill., 17,2 × 20 cm (ISBN 978-2-10-076987-2, EAN 9782100769872, OCLC 1027954843, BNF 45444214, SUDOC 224777386, présentation en ligne, lire en ligne), chap. 33 (« Les trous noirs »), p. 132-135.